# 胡伟 (足球运动员)
胡伟（1983年10月3日—），中国足球运动员，现時效力于中乙球队南通支云。

## 俱乐部生涯
- 1998年—2000年在云南红塔三队。
- 2001—2003年效力于云南红塔足球队。
- 2004—2010年效力于重庆力帆足球队。
- 2011年效力于成都谢菲联。
- 2012—2016年效力于石家庄永昌。